# 신이향

신이향의 위치

신이향(중국어: 信義鄉, 병음: Xìnyì Xiāng)은 중화민국 난터우현의 향이다. 넓이는 1422.4188km2이고, 인구는 2015년 8월 기준으로 16,531명이다.

## 지리
신이향은 난터우현의 동부에 위치하고 북쪽은 런아이향 및 위츠향과 동쪽은 화롄현 완룽향 및 줘시향과 서쪽은 수이리향, 루구향, 주산진과 남서쪽은 자이현 아리산향과 남쪽은 가오슝현 타오위안향과 접하며 현내 최대의 면적의 향진이며 전국에서도 2위이다. 신이향은 중양산맥 및 위산산맥상에 위치하고 타이완 최고봉인 위산을 역내에 포함한다. 인구 구성비로는 한족과 원주민이 동률로 거주하고 있으며 원주민 중에서는 부눈족이 95%로 가장 많고 추족은 불과 5%만이 존재한다.